# Horní Stropnice
Horní Stropnice é uma comuna checa localizada na região da Boêmia do Sul, distrito de České Budějovice.